# アナサジサウルス
アナサジサウルス（Anasazisaurus　「敵の祖先のトカゲ」の意味）は白亜紀後期（約7400万年前）に現在の北アメリカに生息していたハドロサウルス科の鳥脚類恐竜である。化石はアメリカ、ニューメキシコ州サンフアンにあるカートランド累層で発見されている。現在のところ発見されているのは部分的な頭骨のみである。この標本は初めジャック・ホーナーによりクリトサウルスのものとされ、記載以来クリトサウルスと絡めて扱われている。両目の間の上方に突き出した短い鼻骨のトサカが知られている。

## 形態

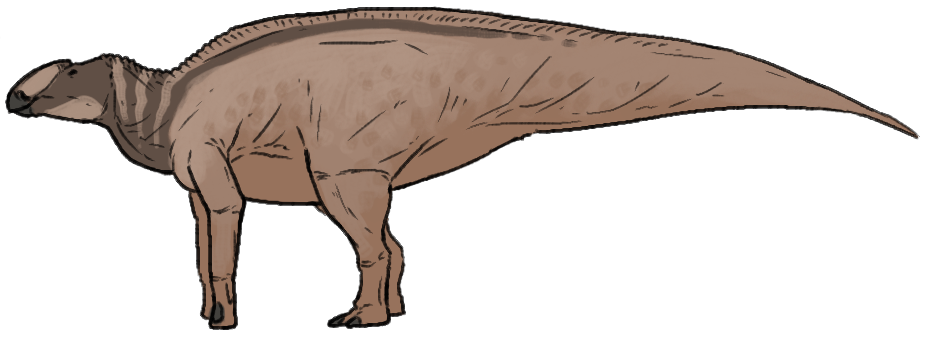
復元図

アナサジサウルスの解剖学的な情報はあまり知られていない。頭骨の保存状態はあまり良くなく、最近になって剖出が完了したばかりだが、下顎、くちばし、方形骨を欠いている。鼻骨から生じ、両目の間の上方に伸び、折り返した形状の一種のタブもしくはフランジのような骨がある。この独特のトサカによりグリポサウルスのような類似のハドロサウルス類と識別することが出来る。トサカの頂点はざらざらしている。保存されている頭骨の長さは90 cmである。

## 分類

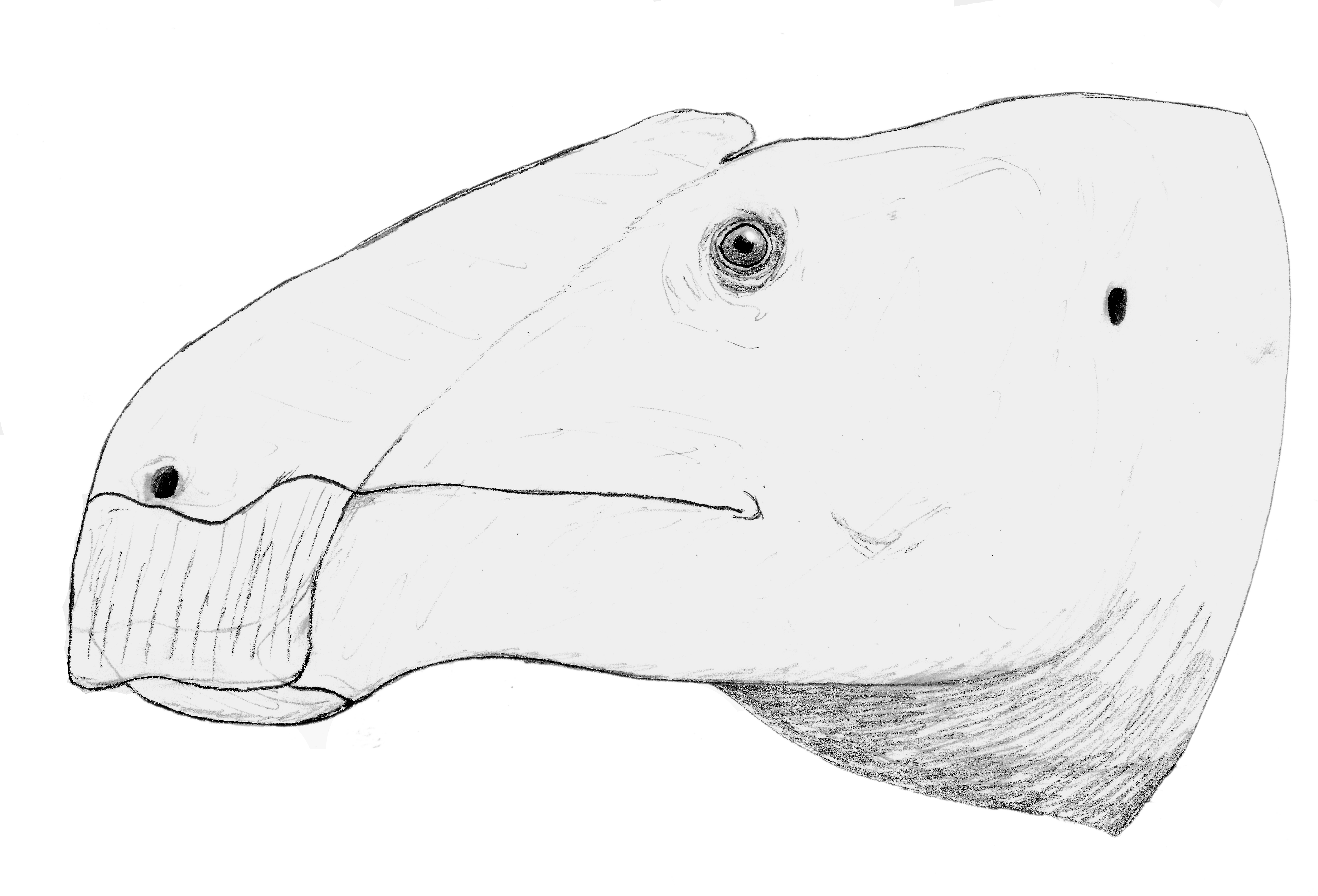
頭部の復元図

アナサジサウルスは中空でないトサカを持ち、ハドロサウルス亜科のハドロサウルス類である。最新の総説では独自の分類群として識別されるものの、ハドロサウルス亜科内での具体的な位置づけはなされていない。もしクリトサウルスと同属であった場合、古い名前であるクリトサウルスの方が使用される。

## 研究史
アメリカの古生物学者であるエイドリアン・ハントおよびスペンサー・G.ルーカスは1993年この恐竜の命名を行った。属名は古代のインディアンであるアナサジと古代ギリシャ語で「トカゲ」を意味するsaurosに由来する。アナサジは有名な岩棚居住者であり、アナサジサウルスの化石の発見地に近いチャコ・キャニオンに居住していた。「アナサジ（Anasazi）」という語自体はナバホ語で「敵の祖先」を意味するanaasázíに由来する。一種A. horneriのみが知られ、この種小名は1992年に頭骨を記載した古生物学のジャック・ホーナーに献名されたものである。ホロタイプの頭骨（唯一の標本でもある）は1970年、ブリガムヤング大学（BYU）の野外調査隊により収集され、BYUに標本番号BYU 12950として保管されている。
この属の正当性をめぐっては議論がある。ホーナーは最初、この頭骨をKritosaurus navajoviusのものとした。後にハントとルーカスはクリトサウルスのの化石は断片的過ぎて属を識別できる特徴が無いとして疑問名（nomen dubium）と判断した。そして頭骨BYU 12950には識別可能な特徴があり、クリトサウルスと共有する特徴は無いとして、独自の属、種であるAnasazisaurus horneriとした。最新の総説を含む複数の著者によりこの判断は支持されている。しかし、この問題に関して最も詳細な論文を発表しているトーマス・ウィリアウムソンなど他の研究者はアナサジサウルスをクリトサウルスに戻すべきであるとしている。どちらの属についても現在はよく分かっておらず、この分類群の正当性をめぐる問題が解決するには新たな化石が発見され、さらに詳細な情報が得られる必要がある。

## 生態と生息環境

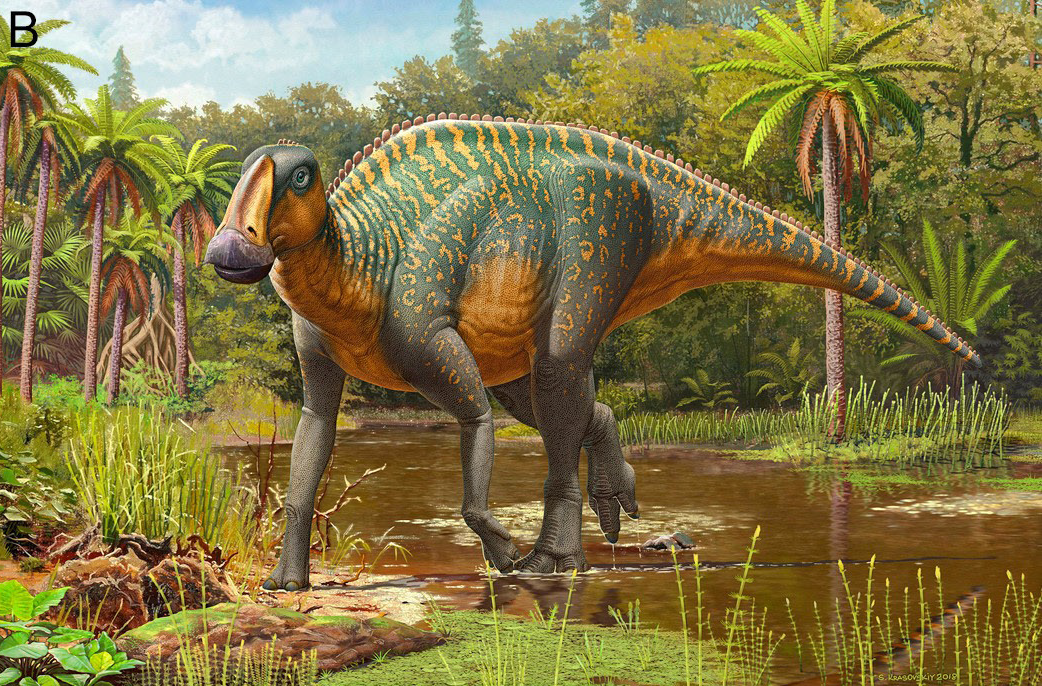
当時の環境内における復元図

クリトサウルスはカートランド累層の下部に位置する部層で発見された。この地層は白亜紀後期カンパニア期（7400万年前から7000万年前）のものである。この地層からはアラモサウルス、ペンタケラトプス、ノドケファロサウルス、サウロルニトレステス、未命名のティラノサウルス類など他の恐竜も発見されている。
ハドロサウルス科であるクリトサウルスは大型で二足歩行と四足歩行を行う草食動物である。複雑な頭骨は植物を食べ咀嚼に似た磨り潰し運動をするのに適している。歯は次々に生え変わり、デンタルバッテリーには数千の歯が詰め込まれ、常時一部のものだけが使用されていた。植物はくちばしで刈り込まれ、頬に似た構造の顎の中に送り込まれた。摂食は地上から4 m程度の高さで行われたようだ

## 参照
1. 1 2  Lucas, Spencer G.; Spielman, Justin A.; Sullivan, Robert M.; Hunt, Adrian P.; and Gates, Terry (2006). “Anasazisaurus, a hadrosaurian dinosaur from the Upper Cretaceous of New Mexico”. In Lucas, S.G.; and Sullivan, Robert M. (eds.). Late Cretaceous Vertebrates from the Western Interior. New Mexico Museum of Natural History and Science Bulletin, 35. Albuquerque, New Mexico: New Mexico Museum of Natural History and Science. pp. 293–297
2. 1 2  Horner, John R. (1992). “Cranial morphology of Prosaurolophus (Ornithischia: Hadrosauridae) with descriptions of two new hadrosaurid species and an evaluation of hadrosaurid phylogenetic relationships”. Museum of the Rockies Occasional Paper 2:  1–119.
3. 1 2 3  Horner, John R.; Weishampel, David B.; and Forster, Catherine A (2004). “Hadrosauridae”. In Weishampel, David B.; Dodson, Peter; and Osmólska, Halszka (eds.). The Dinosauria (2nd ed.). Berkeley: University of California Press. pp. 438–463. ISBN 0-520-24209-2
4. 1 2  Hunt, Adrian P.; and Lucas, Spencer G. (1993). “Cretaceous vertebrates of New Mexico”. In Lucas, S.G.; and Zidek, J. (eds.). Dinosaurs of New Mexico. New Mexico Museum of Natural History and Science Bulletin, 2. Albuquerque, New Mexico: New Mexico Museum of Natural History and Science. pp. 77–91
5. ↑  Williamson, Thomas E. (2000). “Review of Hadrosauridae (Dinosauria, Ornithischia) from the San Juan Basin, New Mexico”. In Lucas, S.G.; and Heckert, A.B. (eds.). Dinosaurs of New Mexico. New Mexico Museum of Natural History and Science Bulletin, 17. Albuquerque, New Mexico: New Mexico Museum of Natural History and Science. pp. 191–213
6. ↑  Weishampel, David B.; Barrett, Paul M.; Coria, Rodolfo A.; Le Loeuff, Jean; Xu Xing; Zhao Xijin; Sahni, Ashok; Gomani, Elizabeth, M.P.; and Noto, Christopher R. (2004). "Dinosaur Distribution". The Dinosauria (2nd). 517–606.